# Todd Williams (acteur)
Pour les articles homonymes, voir Todd Williams et Williams.
Todd Williams, né le 11 septembre 1977 dans le Queens, est un acteur américain. Il est surtout connu pour son rôle de policier dans la série télévisée The Chicago Code.

## Biographie
Né dans le Queens à New York, Todd Williams se lance dans son projet de carrière d'acteur en fréquentant la Talent Unlimited High School (en) de Manhattan. Pour s'assurer une solution de repli dans un emploi plus stable, il suit également une formation en business à l'Université de New York, mais abandonne en sentant que ce n'était pas sa vocation. 
Après quelques apparitions dans des spots publicitaires et voix off, il fait ses débuts au cinéma face à Kerry Washington dans le long métrage Lift salué par la critique. S'ensuivent des seconds rôles occasionnels dans des séries télévisées telles que New York, unité spéciale, New York 911, ou Les Experts : Miami, puis il obtient un rôle récurrent dans US Marshals : Protection de témoins en 2008 puis The Chicago Code en 2011. En 2012, il devient chasseur de vampires dans la quatrième saison de Vampire Diaries.
En 2015, il joue aux côtés de Dwayne Johnson dans le film catastrophe San Andreas de Brad Peyton.

## Filmographie

### Cinéma
- 2001 : Lift de  DeMane Davis et Khari Streeter : Christian
- 2006 : The Last Stand de Russ Parr (en) : Bo Clark
- 2015 : San Andreas de Brad Peyton : Marcus
- 2016 : Silver Skies (en) de Rosemary Rodriguez (en) : Lawrence
- 2019 : If Not Now, When? de Tamara Bass et Meagan Good : Carl

### Télévision
- 2001 : New York, unité spéciale : agent en uniforme (saison 2, épisode 17)
- 2001 : New York, unité spéciale : Rodney Thompson (saison 3, épisode 4)
- 2003 : La Treizième Dimension : Marcus Fisher (épisode 28)
- 2004 : New York 911 : Détective Barlow (3 épisodes)
- 2005 : Tilt (en) : Clark Marcellin (9 épisodes)
- 2005 : Head Cases (en) : King Bling (épisode 3)
- 2006 : Les Experts : Miami : Kevin Iverson (saison 5, épisode 3)
- 2006 : The Game : Trent (saison 1, épisode 10)
- 2007 : Les Experts : Jeffrey Lanier (saison 7, épisode 23)
- 2008-2009 : US Marshals : Protection de témoins : Détective Robert Dershowitz (15 épisodes)
- 2011 : The Chicago Code : Isaac Joiner (13 épisodes)
- 2012-2013 : Vampire Diaries : Connor Jordan (7 épisodes)
- 2013 : Switched : Zane (5 épisodes)
- 2014 : Mentalist : Agent Miller (saison 6, épisode 14)
- 2014-2017 : Teen Wolf : Dr Geyer (5 épisodes)
- 2015 : Bones : Nate Crowe (saison 10, épisode 15)
- 2015 : Esprits criminels : Détective Spreewell (saison 10, épisode 22)
- 2015 : Devious Maids : Wallace Jones (saison 3, épisode 12)
- 2015 : Blood and Oil : Agent Reese (3 épisodes)
- 2016 : Scorpion : Agent Bush (saison 3, épisode 7)
- 2016-2017 : Good Behavior (en) : Sean (7 épisodes)
- 2018 : 9-1-1 : Aaron Brooks (2 épisodes)
- 2019 : Ballers : Gavin (saison 5, épisode 5)
- 2019-2021 : All Rise : Robin Taylor (13 épisodes)
- 2021 : Panic : Capitaine John Williams (10 épisodes)

### Jeux vidéo
- 2006 : Superman Returns : Mongul (voix)
- 2020 : XCOM: Chimera Squad : Blueblood (voix)
- 2020 : Marvel's Spider-Man: Miles Morales : Rick Mason / voix additionnelles (voix)